# Longitudinea - Povestea unui geniu
Longitudinea - Povestea unui geniu este o carte de succes scrisă de Dava Sobel⁠(d) despre John Harrison, un ceasornicar din secolul al XVIII-lea care a creat primul ceas (cronometru) suficient de precis pentru a fi folosit la determinarea longitudinii pe mare — o evoluție importantă în navigație. Cartea a fost transformată într-un serial de televiziune intitulat Longitudine. În 1998, a fost publicată The Illustrated Longitude, completând textul anterior cu 180 de imagini cu personaje, evenimente, instrumente, hărți și publicații.

## Problema longitudinii
Determinarea longitudinii pe uscat a fost destul de ușoară în comparație cu sarcina pe mare. O suprafață stabilă de pe care să se lucreze, coordonate cunoscute la care să se facă referire, un mediu protejat pentru cronometrele instabile ale vremii și capacitatea de a repeta determinările în timp au dus la o mare precizie.
Pentru a calcula longitudinea pe mare, totuși, navigatorii oceanici timpurii au trebuit să se bazeze pe navigarea prin estimare sau, dacă se aflau în apropierea uscatului, pe navigația de coastă, care implică triangulația mai multor coordonate ale aceluiași element de uscat din poziții diferite. Odată ce nu se mai vedea pământul, longitudinea a devenit imposibil de calculat, ceea ce a dus uneori la tragedii în condiții de furtună sau ceață.
Pentru a face față faptului că nu puteau calcula longitudinea, căpitanii navigau până la latitudinea cunoscută a destinației lor și urmau linia de latitudine constantă până acasă. Acest lucru era cunoscut sub numele de alergare spre vest, dacă se îndreptau spre vest, sau spre est, dacă se îndreptau spre est. În cartea lui Farley Mowat, Westviking, el oferă exemple din saga nordică a vikingilor folosind această practică pentru a ajunge în siguranță din Norvegia în Insulele Feroe, apoi Islanda, apoi Groenlanda, apoi America de Nord și apoi înapoi în Irlanda, cu instrumente foarte primitive.
Determinarea latitudinii era relativ ușoară, deoarece putea fi găsită pornind de la altitudinea soarelui la amiază, cu ajutorul unui tabel care indica declinația soarelui pentru ziua respectivă. Latitudinea poate fi determinată și din observările nocturne a stelei Polaris, steaua polară nordică.
Navigația bazată exclusiv pe latitudine era, desigur, vulnerabilă în cazul în care soarele era acoperit de nori la amiază și crea probleme, deoarece împiedica navele să urmeze ruta cea mai directă, un cerc mare sau o rută cu vânturi și curenții cei mai favorabili, prelungind călătoriile cu zile sau chiar săptămâni. Acest lucru a crescut probabilitatea de a avea rații mici, scorbut sau foamete, ceea ce ducea la o stare de sănătate precară sau chiar la moartea membrilor echipajului și la riscuri pentru navă.
Erorile de navigație au dus și la naufragii. Motivat de o serie de dezastre maritime atribuite unor erori grave de calcul al poziției pe mare, în special dezastre spectaculoase, cum ar fi dezastrul naval Scilly din 1707, în care au pierit amiralul Sir Cloudesley Shovell⁠(d) și patru nave din flota sa, guvernul britanic a înființat Comitetul Longitudinii în 1714.
„„Descoperirea longitudinii este atât de importantă pentru Marea Britanie pentru siguranța marinei și a navelor comerciale, precum și pentru îmbunătățirea comerțului, încât, în lipsa acesteia, multe nave au fost întârziate în călătoriile lor și multe s-au pierdut...” și a anunțat Premiul pentru longitudine „pentru persoana sau persoanele care vor descoperi longitudinea””
Premiile urmau să fie acordate primei persoane care ar fi demonstrat o metodă practică de determinare a longitudinii unei nave pe mare. Fiecare premiu, în sume din ce în ce mai mari, a fost acordat pentru soluții din ce în ce mai precise. Aceste premii, în valoare de milioane de dolari în moneda de astăzi, i-au motivat pe mulți să caute o soluție.
Marea Britanie nu a fost singura în dorința de a rezolva problema. Regele Franței Ludovic al XIV-lea a fondat Academia Franceză de Științe în 1666. Aceasta a fost însărcinată, printre o serie de activități științifice, cu îmbunătățirea hărților și a hărților de navigație și cu promovarea științei navigației. Din 1715, Academia a oferit unul dintre cele două Prix Rouillé special pentru navigație. Filip al II-lea al Spaniei a oferit un premiu pentru descoperirea unei soluții la problema longitudinii în 1567; Filip al III-lea a mărit premiul în 1598. Țările de Jos s-au alăturat efortului găsirii soluției cu un premiu oferit în 1636. Navigatorii și oamenii de știință din majoritatea țărilor europene erau conștienți de problemă și s-au implicat în găsirea unei soluții. Datorită efortului internațional de rezolvare a problemei și a dimensiunii întreprinderii, aceasta reprezintă unul dintre cele mai mari eforturi științifice din istorie.

## Cunoscând longitudinea

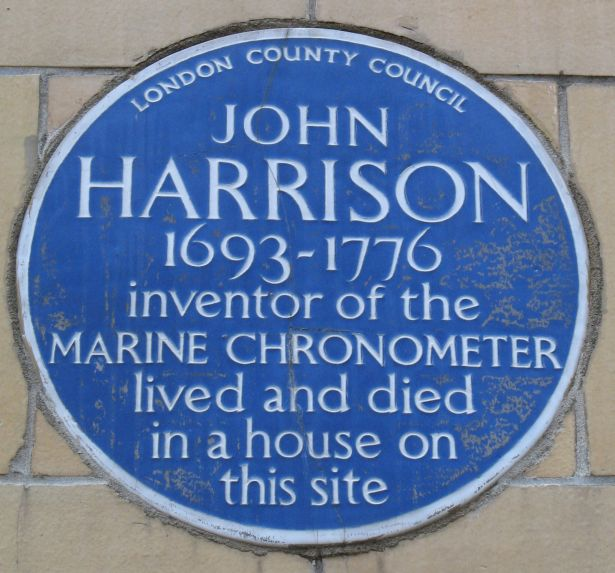
O placă albastră marchează locația din Piața Leului Roșu (casa originală a fost demolată) unde a trăit și a murit Harrison.

După cum explică Dava Sobel, „Pentru a cunoaște longitudinea pe mare, trebuie să știm cât este ceasul la bordul navei, dar și cât este ora în portul de origine sau în alt loc cu longitudine cunoscută - în același moment. Cele două ceasuri îi permit navigatorului să convertească diferența de oră în separare geografică. Deoarece pământul are nevoie de 24 de ore pentru a se roti 360 de grade, o oră marchează 1/24 dintr-o revoluție sau 15 grade. Astfel, fiecare oră de diferență de timp între navă și punctul de plecare marchează un progres de 15 grade de longitudine spre est sau spre vest.”
„În fiecare zi pe mare, atunci când navigatorul resetează ceasul navei sale la ora locală de prânz, când soarele atinge cel mai înalt punct de pe cer, și apoi consultă ceasul portului de origine, fiecare oră de discrepanță între ele se traduce în alte cincisprezece grade de longitudine. Un grad de longitudine echivalează cu patru minute de timp în întreaga lume, deși, din punct de vedere al distanței, un grad se reduce de la 60,15 mile marine sau 111 km [circumferința Pământului fiind de 21 653,521 mile marine sau 24 901,55 mile statice la Ecuator], la aproape nimic la poli.”
„Cunoașterea precisă a orei în două locuri diferite în același timp - o condiție prealabilă de longitudine atât de ușor de accesat astăzi de la orice pereche de ceasuri de mână ieftine - a fost total de neatins până în epoca ceasurilor cu pendul, inclusiv. Pe puntea unei nave care se deplasa, astfel de ceasuri încetineau, sau accelerau, sau se opreau cu totul din mers. Schimbările normale de temperatură întâlnite în timpul călătoriei de la o țară de origine rece la o zonă comercială tropicală subțiau sau îngroșau uleiul lubrifiant al ceasului și făceau ca piesele metalice ale acestuia să se dilate sau să se contracte cu rezultate la fel de dezastruoase. O creștere sau o scădere a presiunii barometrice sau variațiile subtile ale gravitației Pământului de la o latitudine la alta ar putea, de asemenea, face ca un ceas să câștige sau să piardă timp.”

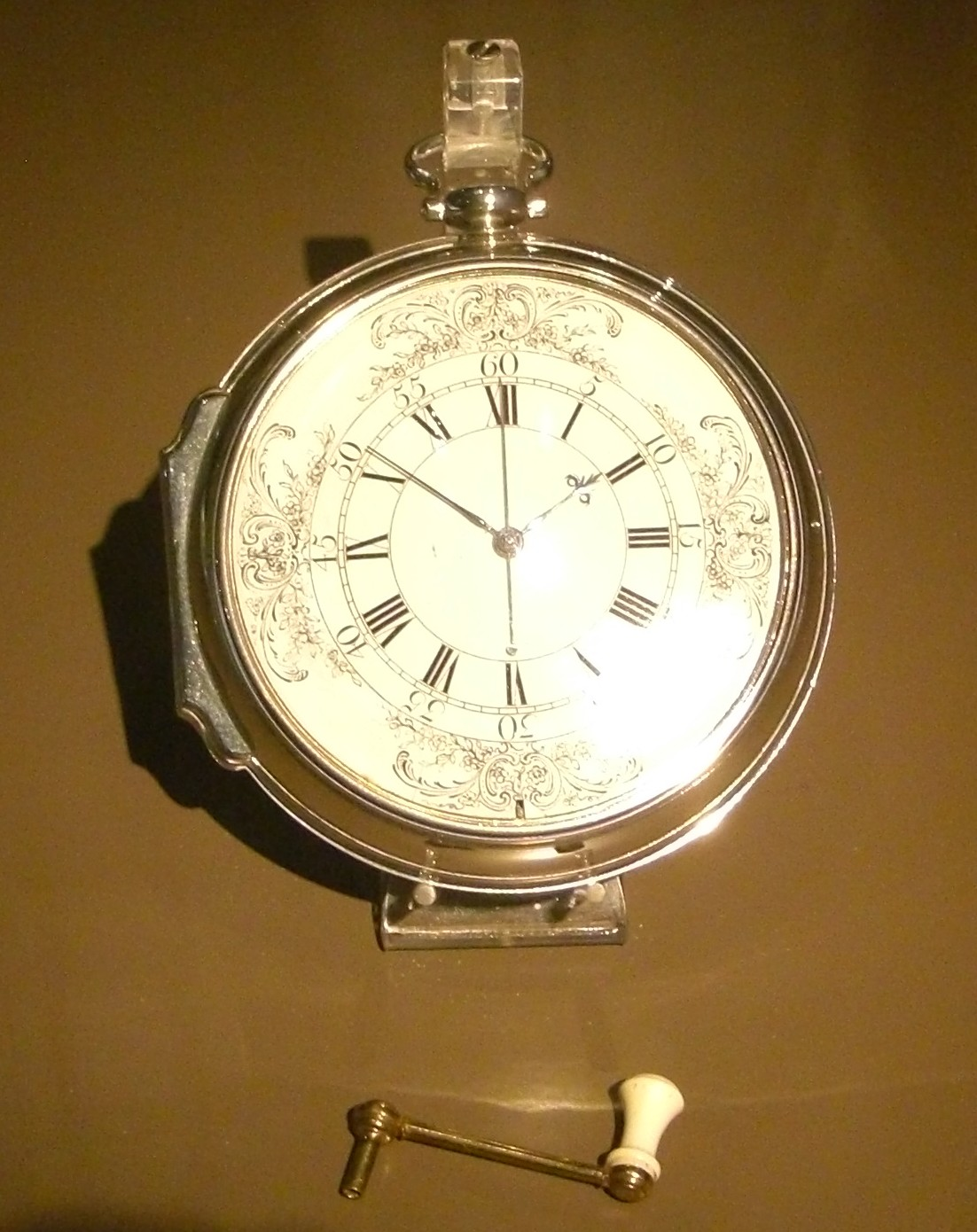
Triumful final al lui Harrison - cronometrul compact

Înainte de secolul al XVIII-lea, navigatorii oceanici nu puteau găsi o modalitate exactă de determinare a longitudinii. O soluție practică a venit de la un tâmplar talentat, John Harrison, care a rezolvat una dintre cele mai dificile probleme ale timpului său prin crearea unui cronometru precis. Cei mai buni oameni de știință ai vremii, inclusiv sir Isaac Newton, au considerat că acest lucru este imposibil. Harrison a petrecut patru decenii perfecționând un ceas care avea să-i aducă compensații din partea Parlamentului și recompense pentru longitudine datorită recunoașterii și influenței regelui George al III-lea al Marii Britanii.

## Recunoaștere
- Modern Library 100 Best Nonfiction, locul 26 pe lista cititorilor [8]
- Premiul Memorial al Academiei Americane de Arte și Litere Harold D. Vursell, 1999 [9]
- Le Prix Faubert du Coton [9]
- Il Premio del Mare Circeo [9]
- Premiile Societății Regale pentru cărți științifice, 1997 (selecție) [10]
- Cărți remarcabile non-ficțiune ale Asociației Bibliotecii Americane pentru colegii și studenții pe tot parcursul vieții, 1999 [11]
- Cărți remarcabile ale Asociației Bibliotecii Americane pentru colegii și studenții pe tot parcursul vieții, știință și tehnologie, 2004 [12]

În semn de recunoaștere pentru Longitudine, Sobel a fost numită membru al Societății Americane de Geografie.

## Adaptări de film
- Nova Online: Lost at Sea, Căutarea Longitudinei
- Longitudine (serie TV)